# 錫達格羅夫 (新墨西哥州)
錫達格羅夫（英語：Cedar Grove）是位於美國新墨西哥州聖菲縣的普查規定居民點。

## 人口
根據2020年美國人口普查的數據，錫達格羅夫的面積為33.09平方千米，當中陸地面積為33.06平方千米，而水域面積為0.03平方千米。當地共有人口549人，而人口密度為每平方千米16.59人。